# مايك بليك
مايك بليك هو لاعب هوكي الجليد كندي، ولد في 6 أبريل 1956 في كيتشنر في كندا.

## وصلات خارجية
- مايك بليك على موقع دوري الهوكي الوطني (الإنجليزية)
- مايك بليك على موقع EliteProspects.com (الإنجليزية)
- مايك بليك على موقع HockeyDB.com (الإنجليزية)